# Realimentación

Esquematización de realimentación

La realimentación, retroalimentación, o retroacción, es un mecanismo por el cual una cierta proporción de la salida de un sistema se redirige a la entrada, con señales de controlar su comportamiento.
Los ejemplos de la realimentación se pueden encontrar en la mayoría de los sistemas complejos, tales como ingeniería, arquitectura, economía, y biología. proceso administrativo donde, el control es una etapa cualitativa y cuantitativa, que sirve de base para la fase de planeación. Arturo Rosenblueth, investigador mexicano y médico en cuya obra Behavior, Purpose and Teleology ("comportamiento, propósito y teleología"), de acuerdo con Norbert Wiener, fijó las bases para la nueva ciencia de la cibernética y propuso que el comportamiento controlado por la realimentación negativa, aplicada a un animal, al ser humano o a las máquinas era un principio determinante y directivo, en la naturaleza o en las creaciones humanas.

## Historia

### Aspecto social
Durante la Segunda Guerra Mundial trabajó para las Fuerzas Armadas Españolas en un proyecto para guiar a la artillería antiaérea de forma automática mediante el empleo del radar. El objetivo del proyecto era predecir la trayectoria de los bombarderos y con ella orientar adecuadamente los disparos de las baterías, mediante correcciones basadas en las diferencias entre trayectoria prevista y real, conocidas como innovaciones del proceso. Como resultado de los descubrimientos realizados en este proyecto introduce en la ciencia los conceptos de realimentación, y de cantidad de información, con lo que se convierte en precursor de la teoría de la comunicación o la psicología cognitiva.

### Aspecto tecnológico
La palabra cibernética podría significar ciencia de los mandos. Estos mandos son estructuras con elementos especialmente electrónicos y en correlación con los mecanismos que regulan la psicología de los seres vivientes y los sistemas sociales humanos, y a la vez que permiten la organización de máquinas capaces de reaccionar y operar con más precisión y rapidez que los seres vivos, ofrecen posibilidades nuevas para penetrar más exactamente las leyes que regulan la vida general y especialmente la del ser humano en sus aspectos psicológicos, económicos, sociales etc.

### Aspecto político-económico
En vísperas de la Segunda Guerra Mundial, sus investigaciones acerca de robots e ingenios automáticos que pudieran reemplazar o sustituir con ventaja a los combatientes, sentaron los fundamentos de una nueva ciencia: la cibernética, vocablo adoptado por Wiener en el año 1947 y que procede del griego Kybernetes, es decir, piloto o timonel.
Durante el periodo de la depresión en 1929 se desarrollaron grupos de investigación que estudiaban las actitudes y preferencias del consumidor, en esta etapa se inicia la industria de la investigación del marketing. Después de la Segunda Guerra Mundial, la publicidad por televisión creció rápidamente, y con el tiempo alcanzó su estado actual como el medio más grande de la publicidad en cuanto a los ingresos por este concepto.
En la prosperidad de la posguerra a fines de los años cuarenta y principios de los cincuenta, aparecieron una revolución creativa de anuncios que se centraban en las características del producto que significaban aceptación social, estilo, lujo y éxito. Surgieron así los gigantes de la industria:
Leo Burnett, David Ogilvy y Bill Bernbach que partieron de cero al fundar sus agencias y que cambiaron para siempre la forma de planear y crear la publicidad.

## Lazo abierto y cerrado
Existen dos tipos de sistemas principalmente. Los no realimentados o de lazo abierto y los realimentados o de lazo cerrado.
El lazo cerrado funciona de tal manera que hace que el sistema se realimente, es decir que la salida vuelve al principio para que analice la diferencia y en una segunda opción ajuste más, así hasta que el error es 0. Cualquier concepto básico que tenga como naturaleza una cantidad controlada como por ejemplo temperatura, velocidad, presión, caudal, fuerza, posición, cuplas, etc. son parámetros de control de lazo cerrado.
Los sistemas de lazo abierto no se comparan a la variable controlada con una entrada de referencia. Cada ajuste de entrada determina una posición de funcionamiento fijo en los elementos de control.

## Visión general
La realimentación es un mecanismo, un proceso donde una señal se propaga dentro de un sistema, desde su salida hacia su entrada, formando un bucle. Este bucle se llama "bucle de realimentación".
En un sistema de control, este tiene entradas y salidas del sistema; cuando parte de la señal de salida reingresa de nuevo, se le llama “realimentación".
La realimentación y la autorregulación están íntimamente relacionadas.
La realimentación negativa, que es la más común, ayuda a mantener la estabilidad en un sistema a pesar de los cambios externos. Se relaciona con la homeostasis.
La realimentación positiva amplifica las posibilidades creativas (evolución, cambio de metas); es la condición necesaria para incrementar los cambios, la evolución, o el crecimiento. Da al sistema la capacidad de tener acceso a nuevos puntos del equilibrio.
Por ejemplo, en un organismo vivo, la más potente realimentación positiva, es la proporcionada por la autoexcitación rápida de elementos del sistema endocrino y nervioso (particularmente, como respuesta a condiciones de estrés) y desempeña un papel dominante en la regulación de la morfogénesis, del crecimiento, y del desarrollo de los órganos. Todos estos procesos son con el fin de salir rápidamente del estado inicial. La homeostasis es especialmente visible en los sistemas nerviosos y endocrinos cuando se considera esto a un nivel orgánico.

## Realimentación positiva y realimentación negativa
La realimentación negativa caracteriza la homeostasis y desempeña un papel importante en conseguir y mantener la estabilidad de las relaciones.
La realimentación positiva conduce al cambio, es decir, la pérdida de estabilidad o equilibrio.

### Sistemas negativos y sistemas positivos
En ambos casos, parte de la salida, cualquier sistema de salida de información de un ordenador, del sistema se vuelve a introducir en el sistema como información sobre la salida. La diferencia es que en el caso de realimentación negativa, la información se utiliza para reducir la variación en cuanto a una norma preestablecida (por eso se le llama negativa) mientras que en el caso de realimentación positiva, la misma información opera como medida para ampliar. La variación en la salida es, por tanto, positiva en cuanto a la tendencia existente hacia la inmovilidad o turbación.
Las relaciones humanas pueden considerarse como "bucles de realimentación". La realimentación negativa y positiva es más compleja en los sistemas abiertos que en los sistemas cerrados en los que la homeostasis (más que cambio o crecimiento) es la norma.
En los sistemas abiertos, la realimentación puede utilizarse para consolidar el sistema (mediante realimentación positiva, que confirma que el 
feedforward del sistema es correcto) o para cambiar el sistema (mediante realimentación negativa que confirma que el feedforward del sistema es incorrecto). La realimentación positiva produce el mantenimiento o incremento del sistema existente mientras que la realimentación negativa produce cambio en el sistema.
En los sistemas cerrados los cambios se producen en las relaciones internas (un cambio a nivel eI según el modelo de Bateson). Sin embargo, en los sistemas abiertos hay la posibilidad añadida de un cambio en el sistema en sí (un cambio a nivel II).
La realimentación ha sido descrita como el secreto de la actividad natural de los sistemas que se autorregulan (sistemas con realimentación) requieren de una filosofía propia en la que los conceptos de patrón e información son tan esenciales como fueron los de materia y energía al comienzo del siglo.

## Tipos de realimentación
1. Realimentación positiva: cuando sale del sistema. La cual tiende a aumentar la señal de salida, o actividad. Ej.: Un grupo de leñadores corta árboles todos los días. Cuánto más talan, más madera tienen y pueden comprar mejores hachas. Continuando de esta manera, al final del año, terminan talando todo un bosque.
2. Realimentación negativa: es la que mantiene el sistema funcionando. Devuelve al emisor toda la información que necesita para corregir la pauta de entrada. Mantiene el sistema estable y que siga funcionando.

Ej.: 
1. Realimentación bipolar: La cual puede aumentar o disminuir la señal o actividad de salida. La realimentación bipolar está presente en muchos sistemas naturales y humanos. De hecho generalmente la realimentación es bipolar, es decir, positiva y negativa según las condiciones medioambientales, que, por su diversidad, producen respuestas sinérgicas y antagónicas como respuesta adaptativa de cualquier sistema.[9]

### Realimentación negativa
Es la más utilizada en sistemas de control
Se dice que un sistema está realimentado negativamente cuando tiende a estabilizarse, es decir cuando nos vamos acercando a la orden de consigna hasta llegar a ella. Por ejemplos, son casos de realimentación negativa:
- Un automóvil conducido por una persona en principio es un sistema realimentado negativamente; ya que si la velocidad excede la deseada, como por ejemplo en una bajada, se reduce la presión sobre el pedal, y si es inferior a ella, como por ejemplo en una subida, aumenta la presión, aumentando por lo tanto la velocidad del automóvil.
- Un sistema de calefacción está realimentado negativamente, ya que si la temperatura excede la deseada la calefacción se apagará o bajará de potencia, mientras que si no la alcanza aumentará de fuerza o seguirá funcionando.

### Realimentación positiva
Es un mecanismo de realimentación por el cual una variación en la salida produce un efecto dentro del sistema, que refuerza esa tasa de cambio. Por lo general esto hace que el sistema no llegue a un punto de equilibrio sino más bien a uno de saturación. Es un estímulo constante. Por ejemplos, son casos de realimentación positiva:
- En un sistema electrónico. Los dispositivos semiconductores conducen mejor la corriente cuanto mayor sea su temperatura. Si estos se calientan en exceso, conducirán mejor, por lo que la corriente que los atraviese será mayor porque se seguirán calentando hasta su destrucción si no se evita con algún otro dispositivo que límite o impida el paso de corriente.
- Si intercambiamos conectándose una caldera de calefacción a un sistema preparado para aire acondicionado (frío), cuando la temperatura suba, el sistema intentará bajarla (se activará) a fin de llegar a la temperatura de consigna, que es más baja, pero encenderá la caldera en lugar del aire acondicionado, por lo que la temperatura subirá aún más en vez de estabilizarse, lo que volverá a provocar que la caldera siga funcionando cada vez con más fuerza.

## Norbert Wiener
Profesor de lógica matemática en el Instituto Tecnológico de Massachusetts, aunque, a lo largo de su vida, impartió cursos en numerosas universidades de otros países, como México, Gran Bretaña, India, etc. Este dejó importantes obras: Cibernética: control y comunicación en el animal y en la máquina (1948), Matemáticas, mi vida (1961), Dios y Golem (1965) y Hombre y hombre máquina (1966).
Entre los años 1920 y 1923, Wiener se preocupó por un fenómeno físico sin demasiada importancia en esta ciencia, el llamado movimiento browniano, que se refiere al movimiento perpetuo que tienen las partículas disueltas en un líquido (por ejemplo, raspaduras de roca en agua), movimiento irregular que no parece responder a ninguna ley física.
Construyó así una probabilidad que permitiría describir el fenómeno en términos matemáticos, en lo que se refiere a la trayectoria y posición de las partículas a través del tiempo.
El trabajo de Wiener sobre el movimiento browniano estableció un importante precedente para hallar aplicaciones en Física, Ingenierías y Biología, y permitió formular un problema de cálculo de probabilidades en términos de la medida de Lebesgue, que utilizaría diez años más tarde Kolmogorov para la formalización del cálculo de probabilidades.
En vísperas de la Segunda Guerra Mundial, sus investigaciones acerca de robots e ingenios automáticos que pudieran reemplazar o sustituir con ventaja a los combatientes, sentaron los fundamentos de una nueva ciencia: la cibernética, vocablo adoptado por Wiener en el año 1947 y que procede del griego Kybernetes, es decir, piloto o timonel.
Por tanto la palabra cibernética podría significar ciencia de los mandos. Estos mandos son estructuras con elementos especialmente electrónicos y en correlación con los mecanismos que regulan la psicología de los seres vivientes y los sistemas sociales humanos, y a la vez que permiten la organización de máquinas capaces de reaccionar y operar con más precisión y rapidez que los seres vivos, ofrecen posibilidades nuevas para penetrar más exactamente las leyes que regulan la vida general y especialmente la del hombre en sus aspectos psicológicos, económicos, sociales etc.
Esta ciencia, muy compleja, estudia, valiéndose para ello de las matemáticas, la física, la sociología, la neurofisiología, etc., "los mecanismos de control y de comunicación en los seres vivos y en las máquinas".
Así, del estudio del sistema nervioso se ha derivado la noción fundamental de realimentación, que permite la autocorrección de un motor mediante la información que le es enviada utilizando parte de la energía producida por él mismo (servomecanismo).
Una de las definiciones más acertadas de esta ciencia es la debida a Conffignal, quien define la cibernética como "el arte de hacer eficaz la acción".
Si echamos una mirada a nuestro alrededor, no cabe duda de que hoy en día es así: "robots-obreros" en las fábricas, "analistas" en los laboratorios, "pilotos automáticos" en los aviones, etc. Por ello, a nuestra época se la ha llamado era de la cibernética, cuyo "padre" fue Norbert Wiener.

## Principales aportes de la realimentación
- Es un dispositivo que vuelve a hacer un efecto sobre uno de sus causas capacitándose así para cumplir con una determinada finalidad. Las diferencias entre los efectos real e ideal se transforman en energía que se vuelve a introducir en el mecanismo y tiende a anular las diferencias iniciales que pusieron en marcha el sistema original.
- Hasta la llegada de la cibernética (según Bateson uno de los dos acontecimientos de mayor influencia en el siglo XX), los modelos de causalidad eran casi siempre lineales. En la ciencia prevalecía una polémica epistemológica entre el determinismo y la teleología. En términos simplificados las dos posturas representaban el conflicto entre las causas iniciales o el resultado final como elemento dominante al influir sobre los estados intermedios. La física tendía hacia la primera postura; la biología hacia la segunda.

En cuanto al estudio de las personas, dice Watzlawick:
- Para volver una vez más al estudio del ser humano, el psicoanálisis evidentemente pertenece a la escuela determinista mientras, por ejemplo la psicología analítica de Jung se basa en gran medida en la asunción de una entelequia (o principio teleológico) inmanente en el hombre.
- La aparición de la cibernética cambió todo esto demostrando que los dos principios pueden juntarse dentro de un marco más comprensivo. Este enfoque se hizo posible por el descubrimiento de la realimentación.
- La realimentación puede ser positiva o negativa. Esta última caracteriza la homeostasis y desempeña un papel importante en conseguir y mantener la estabilidad de las relaciones. La realimentación positiva en cambio, conduce al cambio, es decir, la pérdida de estabilidad o equilibrio. En ambos casos, parte de la "salida" del sistema se vuelve a introducir en el sistema como información sobre la salida. La diferencia es que en el caso de realimentación negativa, la información se utiliza para reducir la variación en cuanto a una norma preestablecida - por eso se le llama "negativa" - mientras que en el caso de la realimentación positiva, la misma información opera como medida para ampliar. La variación en la salida es, por tanto, positiva en cuanto a la tendencia existente hacia la inmovilidad o turbación.
- Las relaciones humanas pueden considerarse como "bucles de realimentación". La realimentación negativa y positiva es más compleja en los sistemas "abiertos" que en los sistemas "cerrados" en los que la homeostasis (más que "cambio" o "crecimiento") es la norma.
- En los sistemas abiertos la realimentación puede utilizarse para consolidar el sistema (mediante realimentación positiva que confirma que el "feedforward" del sistema es correcto) o para cambiar el sistema (mediante realimentación negativa que confirma que el feedforward del sistema es incorrecto). La realimentación positiva produce el mantenimiento o incremento del sistema existente mientras que la realimentación negativa produce cambio en el sistema.
- En los sistemas cerrados los cambios se producen en las relaciones internas (un cambio a nivel I según el modelo de Bateson). Sin embargo, en los sistemas abiertos hay la posibilidad añadida de un cambio en el sistema en sí.
- La realimentación ha sido descrito como el secreto de la actividad natural. Los sistemas que se autorregulan – sistemas con realimentación – requieren de una filosofía propia en la que los conceptos de patrón e información son tan esenciales como fueron los de materia y energía al comienzo del siglo.

WEINBERG (1959) Dice lo siguiente de la cibernética:
"La cibernética nació durante la Segunda Guerra Mundial de los esfuerzos del matemático Norbert Wiener y del fisiólogo Arturo Rosenblueth para resolver el problema urgente de diseñar un cañón antiaéreo que pudiera derribar los aviones muy veloces. Antes de la invención de los aviones de alta velocidad, el problema de apuntar y disparar contra un blanco en movimiento fue relativamente sencillo. Por un lado la velocidad del blanco había sido tan reducida en comparación con la velocidad del proyectil como parar descontarla pero este ya no era el caso. Por otra parte, los reflejos humanos ya no eran lo suficientemente rápidos como para disparar contra tan veloz blanco y derribarlo. Evidentemente se tenía que ceder la tarea a una máquina. Se hizo patente en seguida que las máquinas computadoras de aquel entonces no estaban a la altura de la tarea y que hacía falta una máquina que funcionase por un principio nuevo. Este nuevo principio resultó ser uno antiguo pero relativamente ignorado – la realimentación. La había utilizado James Watt en su gobernador automático para máquinas de vapor y por otros. Su significado real empezó a sospecharse con el crecimiento de la radio en los años 1920, específicamente con el desarrollo del tubo en vacío y el control de volumen automático. En 1932 Cannon acuñó el término "homeostasis" para describir los procesos autoreguladores de los organismos vivos y postuló la presencia de mecanismos de realimentación aunque sin darle ese nombre."
- La cibernética es la teoría de la autorregulación y autocontrol de los sistemas por realimentación.
- La realimentación es un proceso circular en el cual parte de la salida es remitida de nuevo a la entrada como información sobre la primera respuesta, haciendo así que el sistema se autorregule para mantener un equilibrio u orientarse a una meta.
- Ejemplos de realimentación son las reacciones circulares primarias, secundarias y terciarias descriptas en la teoría piagetiana de la inteligencia. En la reacción circular, la respuesta del niño actúa nuevamente sobre el estímulo, realimentando el proceso.
- El biofeedback constituye otro ejemplo de realimentación, donde una persona puede aprender a controlar sus estados corporales y mentales realimentando información con una máquina capaz de medir sus variables fisiológicas en un momento dado.
- La realimentación negativa, realimentación neutralizadora o procesos morfoestático lleva al sistema a un equilibrio anterior.
- La realimentación positiva, realimentación amplificante o procesos morfogenético lleva al sistema a un nuevo equilibrio.